# Хауз (споруда)

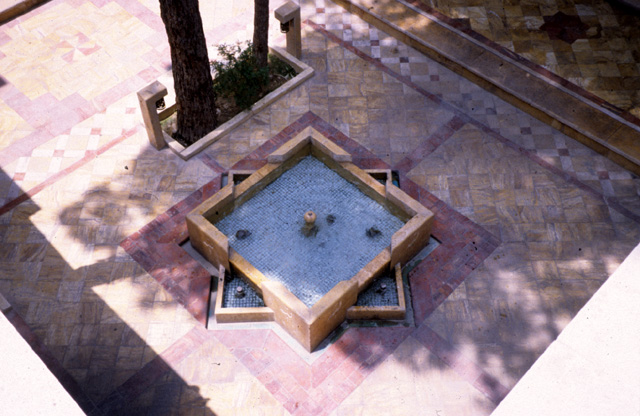
Хауз у вигляді Руб аль Хізб

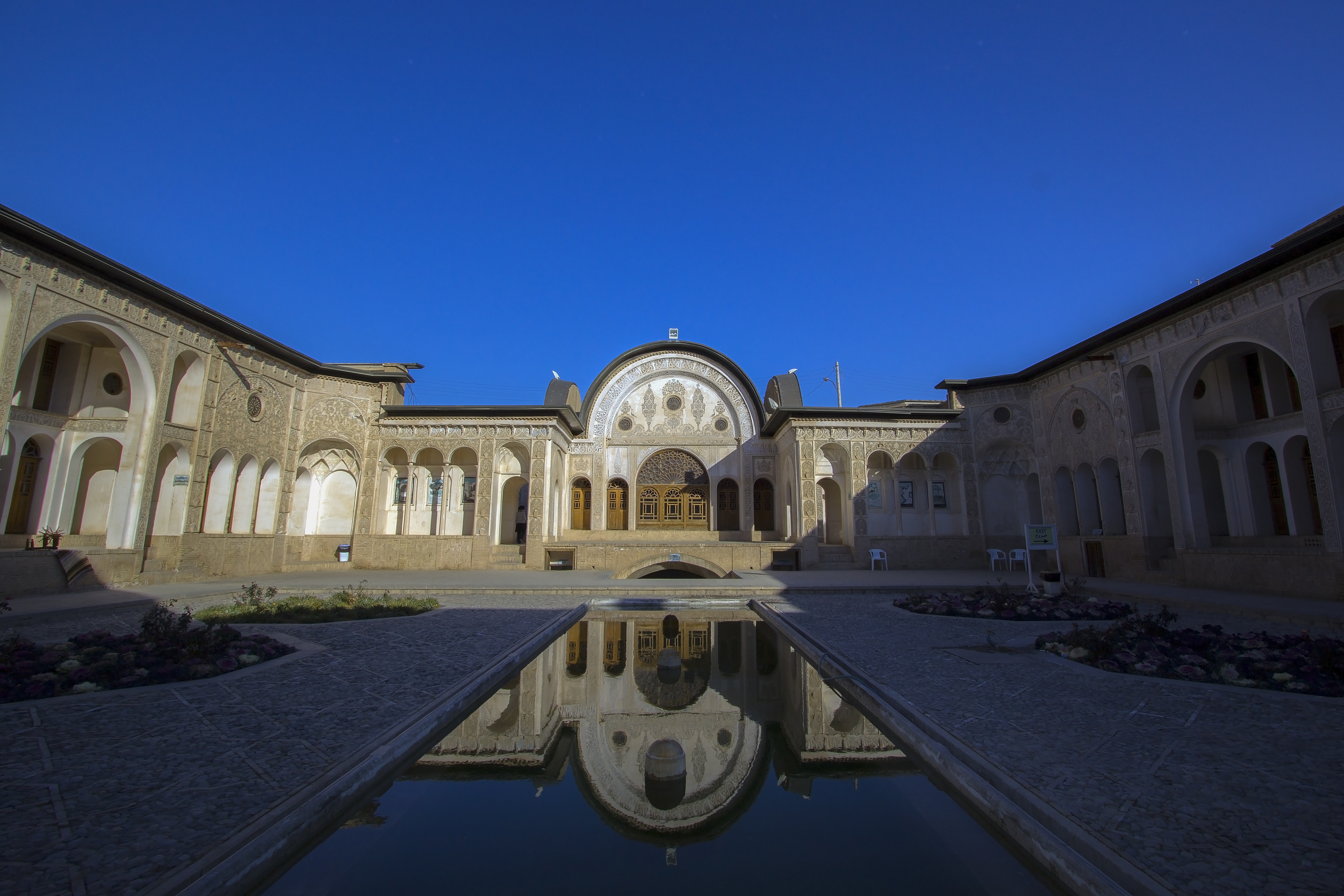
Хауз

Хауз (перс. حوض [hauz] від араб. حوض, «водойма») — гідротехнічна споруда у Центральній і Південній Азії, в деяких країнах Близького і Середнього Сходу — штучне водоймище, резервуар питної води часто при мечетях, на міських майданах, у садах; зазвичай прямокутний у плані, укріплений на берегах посадкою дерев або оброблений кам'яним облицюванням.
Хаузи будували в основному квадратної або круглої форми. Для облицювання стін водойми використовували бруси з горіхових і смолистих хвойних дерев. Іноді використовували палену цеглу. Проте в більшості випадків численні хаузи міських кварталів були земляними. В епоху Тимуридів стандартний хауз мав сторону в 20 зір.
В XIV—XIX століттях все життя багатьох міст, по суті, зосереджувалася навколо хаузу. Люди дбали про них, постійно зміцнювали їх берега, любовно обсаджували деревами, дбайливо очищали арики і передавали з покоління в покоління повчання потомству зберігати хаузи і арики — джерела води.
Погано доглянуті хаузи ставали розсадниками різних захворювань, пов'язаних з водою. Так через хаузи в Центральній Азії поширювалася ришта, пендинська виразка, малярія тощо.
Велика кількість систем хаузів і ариків донині розташовані в історичному центрі міста Самарканд, включеного до Списку об'єктів всесвітньої спадщини ЮНЕСКО.